# Oxytropis maduoensis
Oxytropis maduoensis är en ärtväxtart som beskrevs av Y.H.Wu. Oxytropis maduoensis ingår i släktet klovedlar, och familjen ärtväxter. Inga underarter finns listade i Catalogue of Life.